# Ikarus C42
Ikarus C42 är ett ultralätt flygplan tillverkat av Comco Ikarus GmbH i Tyskland. Ikarus C42 är ett ultralätt flygplan byggt framför allt för grundläggande flygutbildning. Flygplanet är relativt enkelt att flyga. Det är byggt för att vara säkert, robust och tåligt för att klara den lite hårdare hantering som flygplanet utsätts för när det flygs av elever. Det är även byggt för att vara lätt att serva och reparera. 
Kombinationen av dessa förmågor har gjort Ikarus C42 till ett av de vanligaste planen för UL-flygutbildning.